# Valdegrudas
Valdegrudas é um município da Espanha na província de Guadalajara, comunidade autónoma de Castilla-La Mancha, de área 13,92 km² com população de 62 habitantes (2006) e densidade populacional de 4,56 hab/km².

## Demografia
| Variação demográfica do município entre 1991 e 2021 | Variação demográfica do município entre 1991 e 2021 | Variação demográfica do município entre 1991 e 2021 | Variação demográfica do município entre 1991 e 2021 | Variação demográfica do município entre 1991 e 2021 |
| --------------------------------------------------- | --------------------------------------------------- | --------------------------------------------------- | --------------------------------------------------- | --------------------------------------------------- |
| 1991                                                | 1996                                                | 2001                                                | 2004                                                | 2021                                                |
| 66                                                  | 57                                                  | 56                                                  | 63                                                  | 52                                                  |